# Arzana
Arzana là một đô thị tại tỉnh Ogliastra trong vùng Sardinia, có vị trí khoảng 90 km về phía đông bắc của Cagliari và khoảng 10 km về phía tây của Tortolì. Tại thời điểm ngày 31 tháng 12 năm 2004, đô thị này có dân số 2.660 người và diện tích là 162,5 km².
Arzana giáp các đô thị: Aritzo, Desulo, Elini, Gairo, Ilbono, Jerzu, Lanusei, Seui, Seulo, Tortolì, Villagrande Strisaili, Villaputzu.